# Гауленд-Сентер (Огайо)
Гауленд-Сентер (англ. Howland Center) — переписна місцевість (CDP) в США, в окрузі Трамбалл штату Огайо. Населення — 6351 осіб (2010).

## Географія
Гауленд-Сентер розташований за координатами 41°14′54″ пн. ш. 80°44′40″ зх. д. / 41.24833° пн. ш. 80.74444° зх. д. (41.248323, -80.744328).  За даними Бюро перепису населення США в 2010 році переписна місцевість мала площу 10,45 км², уся площа — суходіл.

## Демографія
Згідно з переписом 2010 року, у переписній місцевості мешкала 6351 особа в 2632 домогосподарствах у складі 1832 родин. Густота населення становила 608 осіб/км².  Було 2875 помешкань (275/км²).
Расовий склад населення:
| - 93,5 % — білих - 3,4 % — чорних або афроамериканців - 1,4 % — азіатів - 0,3 % — корінних американців |

До двох чи більше рас належало 1,1 %. Частка іспаномовних становила 1,4 % від усіх жителів.
За віковим діапазоном населення розподілялося таким чином: 21,1 % — особи молодші 18 років, 58,1 % — особи у віці 18—64 років, 20,8 % — особи у віці 65 років та старші. Медіана віку мешканця становила 45,4 року. На 100 осіб жіночої статі у переписній місцевості припадало 89,6 чоловіків;  на 100 жінок у віці від 18 років та старших — 86,2 чоловіків також старших 18 років.
Середній дохід на одне домашнє господарство  становив 82 014 долари США (медіана — 61 132), а середній дохід на одну сім'ю — 96 472 долари (медіана — 69 255). Медіана доходів становила 55 130 доларів для чоловіків та 40 612 долари для жінок. За межею бідності перебувало 7,7 % осіб, у тому числі 10,8 % дітей у віці до 18 років та 4,2 % осіб у віці 65 років та старших.
Цивільне працевлаштоване населення становило 3254 особи. Основні галузі зайнятості: освіта, охорона здоров'я та соціальна допомога — 27,2 %, роздрібна торгівля — 13,1 %, виробництво — 12,8 %.